# Имелин
Имѐлин (на полски: Imielin) е град в Южна Полша, Силезко войводство, Берунско-Ленджински окръг. Административно е обособен като самостоятелна градска община с площ 27,99 км2.

## Население
Според данни от полската Централна статистическа служба, към 1 януари 2014 г. населението на града възлиза на 8 621 души. Гъстотата е 308 души/км2.